# جلایر (مشگین‌شهر)
جلایر روستایی است که در استان اردبیل، شهرستان مشگین‌شهر، بخش مشکین شرقی، دهستان لاهرود قرار دارد.

## جمعیت
بر اساس سرشماری سال ۱۳۸۵ جمعیت این روستا ۷۱۴ نفر با ۱۶۵ خانوار بوده‌است.